# Sheer Heart Attack Tour
Sheer Heart Attack Tour bylo první světové koncertní turné britské rockové skupiny Queen, které se uskutečnilo v letech 1974–1975 k albu Sheer Heart Attack.

## Pozadí
V roce 1974 k albu Queen II Queen uspořádali turné po USA, avšak pouze jako předkapela pro Mott the Hoople. Sheer Heart Attack Tour se tak stalo prvním celosvětovým koncertním turné skupiny Queen, kde nevystupovali jako předkapela, ale byli hlavními účinkujícími. Toto turné bylo zahájeno v říjnu 1974 evropskou částí, která se skládala z deseti koncertů v šesti zemích a trvala dva a půl týdne. Na začátku roku 1975 byla zahájena americká část turné a poté se kapela přesunula do Japonska. Kvůli nehodě kamionu, který přepravoval jejich vybavení, však byli Queen nuceni americkou část turné zkrátit.

## Setlist
Toto je setlist, seznam písní, které byly hrány na koncertě v Tokiu v Japonsku dne 19. dubna 1975. Na jednotlivých koncertech se setlisty mohly lišit:
1. „Now I'm Here“
2. „Ogre Battle“
3. „Father to Son“
4. „White Queen“
5. „Flick of the Wrist“
6. „Doing All Right“
7. „In the Lap of the Gods“
8. „Killer Queen“
9. „The March of the Black Queen“
10. „Bring Back That Leroy Brown“
11. „Son and Daughter“
12. „Keep Yourself Alive“
13. „Seven Seas of Rhye“
14. „Stone Cold Crazy“
15. „Liar“
16. „In the Lap of the Gods… Revisited“
Přídavek
17. „Big Spender“
18. „Modern Times Rock 'n' Roll“
19. „Jailhouse Rock“
Přídavek
20. „See What a Fool I've Been“
21. „God Save the Queen“

## Seznam koncertů
| Datum              | Město            | Stát            | Místo                               |
| Evropa             | Evropa           | Evropa          | Evropa                              |
| ------------------ | ---------------- | --------------- | ----------------------------------- |
| 30. října 1974     | Manchester       | Anglie          | Palace Theatre                      |
| 31. října 1974     | Hanley           | Anglie          | Victoria Hall                       |
| 1. listopadu 1974  | Liverpool        | Anglie          | Liverpool Empire Theatre            |
| 2. listopadu 1974  | Leeds            | Anglie          | University of Leeds Refectory       |
| 3. listopadu 1974  | Coventry         | Anglie          | Coventry Theatre                    |
| 5. listopadu 1974  | Sheffield        | Anglie          | Sheffield City Hall                 |
| 6. listopadu 1974  | Bradford         | Anglie          | St George's Hall                    |
| 7. listopadu 1974  | Newcastle        | Anglie          | Newcastle City Hall                 |
| 8. listopadu 1974  | Glasgow          | Skotsko         | The Apollo                          |
| 9. listopadu 1974  | Lancaster        | Anglie          | The Great Hall                      |
| 10. listopadu 1974 | Preston          | Anglie          | Preston Guild Hall                  |
| 12. listopadu 1974 | Bristol          | Anglie          | Colston Hall                        |
| 13. listopadu 1974 | Bournemouth      | Anglie          | Winter Gardens                      |
| 14. listopadu 1974 | Southampton      | Anglie          | Gaumont Theatre                     |
| 15. listopadu 1974 | Swansea          | Wales           | Brangwyn Hall                       |
| 16. listopadu 1974 | Birmingham       | Anglie          | Birmingham Town Hall                |
| 18. listopadu 1974 | Oxford           | Anglie          | New Theatre                         |
| 19. listopadu 1974 | Londýn           | Anglie          | Rainbow Theatre                     |
| 20. listopadu 1974 | Londýn           | Anglie          | Rainbow Theatre                     |
| 23. listopadu 1974 | Göteborg         | Švédsko         | Gothenburg Concert Hall             |
| 25. listopadu 1974 | Helsinky         | Finsko          | Kulttuuritalo                       |
| 27. listopadu 1974 | Lund             | Švédsko         | Olympen                             |
| 2. prosince 1974   | Mnichov          | Západní Německo | Theater an der Brienner Straße      |
| 4. prosince 1974   | Frankfurt        | Západní Německo | Palmengarten                        |
| 5. prosince 1974   | Hamburk          | Západní Německo | Musikhalle                          |
| 6. prosince 1974   | Cologne          | Západní Německo | Sartory-Saal                        |
| 8. prosince 1974   | Haag             | Nizozemsko      | Nederlands Congresgebouw            |
| 10. prosince 1974  | Schaerbeek       | Belgie          | Théâtre 140                         |
| 13. prosince 1974  | Barcelona        | Španělsko       | Palau dels Esports                  |
| Severní Amerika    |                  |                 |                                     |
| 5. února 1975      | Columbus         | USA             | Agora Ballroom                      |
| 7. února 1975      | Dayton           | USA             | Palace Theatre                      |
| 8. února 1975      | Cleveland        | USA             | Music Hall                          |
| 9. února 1975      | South Bend       | USA             | Morris Civic Auditorium             |
| 10. února 1975     | Detroit          | USA             | Ford Auditorium                     |
| 11. února 1975     | Toledo           | USA             | Student Union Auditorium            |
| 14. února 1975     | Waterbury        | USA             | Palace Theater                      |
| 15. února 1975     | Boston           | USA             | Orpheum Theatre                     |
| 16. února 1975     | New York         | USA             | Avery Fisher Hall                   |
| 17. února 1975     | Trenton          | USA             | Trenton War Memorial Theater        |
| 19. února 1975     | Lewiston         | USA             | Lewiston Armory                     |
| 21. února 1975     | Passaic          | USA             | Capitol Theatre                     |
| 22. února 1975     | Harrisburg       | USA             | State Farm Show Arena               |
| 23. února 1975     | Philadelphia     | USA             | Erlanger Theatre                    |
| 24. února 1975     | Washington, D.C. | USA             | Kennedy Center Concert Hall         |
| 5. března 1975     | La Crosse        | USA             | Sawyer Auditorium                   |
| 6. března 1975     | Madison          | USA             | Dane County Coliseum                |
| 7. března 1975     | Milwaukee        | USA             | Uptown Theatre                      |
| 8. března 1975     | Chicago          | USA             | Aragon Ballroom                     |
| 9. března 1975     | St. Louis        | USA             | Convention Hall                     |
| 10. března 1975    | Fort Wayne       | USA             | Allen County War Memorial Coliseum  |
| 12. března 1975    | Atlanta          | USA             | Municipal Auditorium                |
| 13. března 1975    | Charleston       | USA             | Charleston Coliseum                 |
| 17. března 1975    | Miami            | USA             | Miami Marine Stadium                |
| 18. března 1975    | Chalmette        | USA             | St. Bernard Parish Civic Auditorium |
| 20. března 1975    | San Antonio      | USA             | San Antonio Municipal Auditorium    |
| 21. března 1975    | Houston          | USA             | Houston Music Hall                  |
| 22. března 1975    | Dallas           | USA             | McFarlin Memorial Auditorium        |
| 23. března 1975    | Dallas           | USA             | McFarlin Memorial Auditorium        |
| 25. března 1975    | Tulsa            | USA             | Tulsa Municipal Theater             |
| 29. března 1975    | Santa Monica     | USA             | Santa Monica Civic Auditorium       |
| 30. března 1975    | San Francisco    | USA             | Winterland Ballroom                 |
| 2. dubna 1975      | Edmonton         | Kanada          | Kinsmen Field House                 |
| 3. dubna 1975      | Calgary          | Kanada          | Stampede Corral                     |
| 6. dubna 1975      | Seattle          | USA             | Paramount Northwest Theatre         |
| Asie               |                  |                 |                                     |
| 19. dubna 1975     | Tokio            | Japonsko        | Nippon Budokan                      |
| 22. dubna 1975     | Nagoja           | Japonsko        | Aichi Prefectural Gymnasium         |
| 23. dubna 1975     | Kóbe             | Japonsko        | Kokusai Kaikan Hall                 |
| 25. dubna 1975     | Fukuoka          | Japonsko        | Fukuoka Kyuden Kinen Gymnasium      |
| 28. dubna 1975     | Okajama          | Japonsko        | Kenritsu Taiikukan                  |
| 29. dubna 1975     | Kakegawa         | Japonsko        | Yamaha Tsumagoi Hall                |
| 30. dubna 1975     | Jokohama         | Japonsko        | Yokohama Cultural Gymnasium         |
| 1. května 1975     | Tokio            | Japonsko        | Nippon Budokan                      |

Zrušené nebo přesunuté koncerty
| 28. listopadu 1974 | Kodaň              | Tivoli Gardens                | Zrušeno                                      |
| 29. listopadu 1974 | Oslo               | Chateau Neuf                  | Zrušeno                                      |
| 4. prosince 1974   | Frankfurt          | Jahrhunderthalle              | Přesunuto do Palmengartenu                   |
| 7. prosince 1974   | Singen             | Scheffelhalle                 | Zrušeno                                      |
| 10. prosince 1974  | Brusel             | Ancienne Belgique             | Přesunuto do Théâtre 140, Schaerbeek, Belgie |
| 6. února 1975      | Cincinnati         | Reflections                   | Zrušeno                                      |
| 25. února 1975     | Pittsburgh         | Stanley Theatre               | Zrušeno                                      |
| 26. února 1975     | Kutztown           | Keystone Hall                 | Zrušeno                                      |
| 27. února 1975     | Buffalo            | Kleinhans Music Hall          | Zrušeno                                      |
| 28. února 1975     | Toronto            | Massey Hall                   | Zrušeno                                      |
| 1. března 1975     | Kitchener          | Kitchener Memorial Auditorium | Zrušeno                                      |
| 2. března 1975     | Londýn             | London Gardens                | Zrušeno                                      |
| 4. března 1975     | Davenport          | RKO Orpheum Theater           | Zrušeno                                      |
| 14. března 1975    | St. Petersburg     | Sunshine Speedway             | Zrušeno                                      |
| 15. března 1975    | Miami              | Miami Marine Stadium          | Přesunuto na 17. března 1975                 |
| 16. března 1975    | Winter Haven       | Florida Citrus Showcase       | Zrušeno                                      |
| 22. března 1975    | Austin             | Armadillo World Headquarters  | Zrušeno                                      |
| 26. března 1975    | Kansas City        | Municipal Auditorium          | Zrušeno                                      |
| 28. března 1975    | San Diego          | Open Air Theatre              | Zrušeno                                      |
| 5. dubna 1975      | Vancouver          | Orpheum Theatre               | Zrušeno                                      |
| 7. dubna 1975      | Portland           | Paramount Theatre             | Zrušeno                                      |
| 12. srpna 1975     | Filadelfie         | Spectrum                      | Zrušeno                                      |
| 13. srpna 1975     | New York           | Felt Forum                    | Zrušeno                                      |
| 14. srpna 1975     | Landover           | Capital Centre                | Zrušeno                                      |
| 15. srpna 1975     | Hartford           | Hartford Civic Center         | Zrušeno                                      |
| 16. srpna 1975     | Boston             | Boston Garden                 | Zrušeno                                      |
| 17. srpna 1975     | Providence         | Providence Civic Center       | Zrušeno                                      |
| 19. srpna 1975     | Henrietta          | Dome Arena                    | Zrušeno                                      |
| 20. srpna 1975     | Buffalo            | Buffalo Memorial Auditorium   | Zrušeno                                      |
| 21. srpna 1975     | Detroit            | Cobo Arena                    | Zrušeno                                      |
| 22. srpna 1975     | Cincinnati         | Cincinnati Gardens            | Zrušeno                                      |
| 23. srpna 1975     | Richfield Township | The Coliseum at Richfield     | Zrušeno                                      |
| 24. srpna 1975     | Toledo             | Toledo Sports Arena           | Zrušeno                                      |
| 26. srpna 1975     | Pittsburgh         | Syria Mosque]                 | Zrušeno                                      |
| 27. srpna 1975     | Saginaw            | Saginaw County Event Center   | Zrušeno                                      |
| 28. srpna 1975     | Kalamazoo          | Wings Stadium                 | Zrušeno                                      |
| 29. srpna 1975     | Chicago            | International Amphitheatre    | Zrušeno                                      |
| 30. srpna 1975     | Saint Paul         | St. Paul Auditorium           | Zrušeno                                      |
| 31. srpna 1975     | Duluth             | Duluth Auditorium             | Zrušeno                                      |